# Adidas Azteca

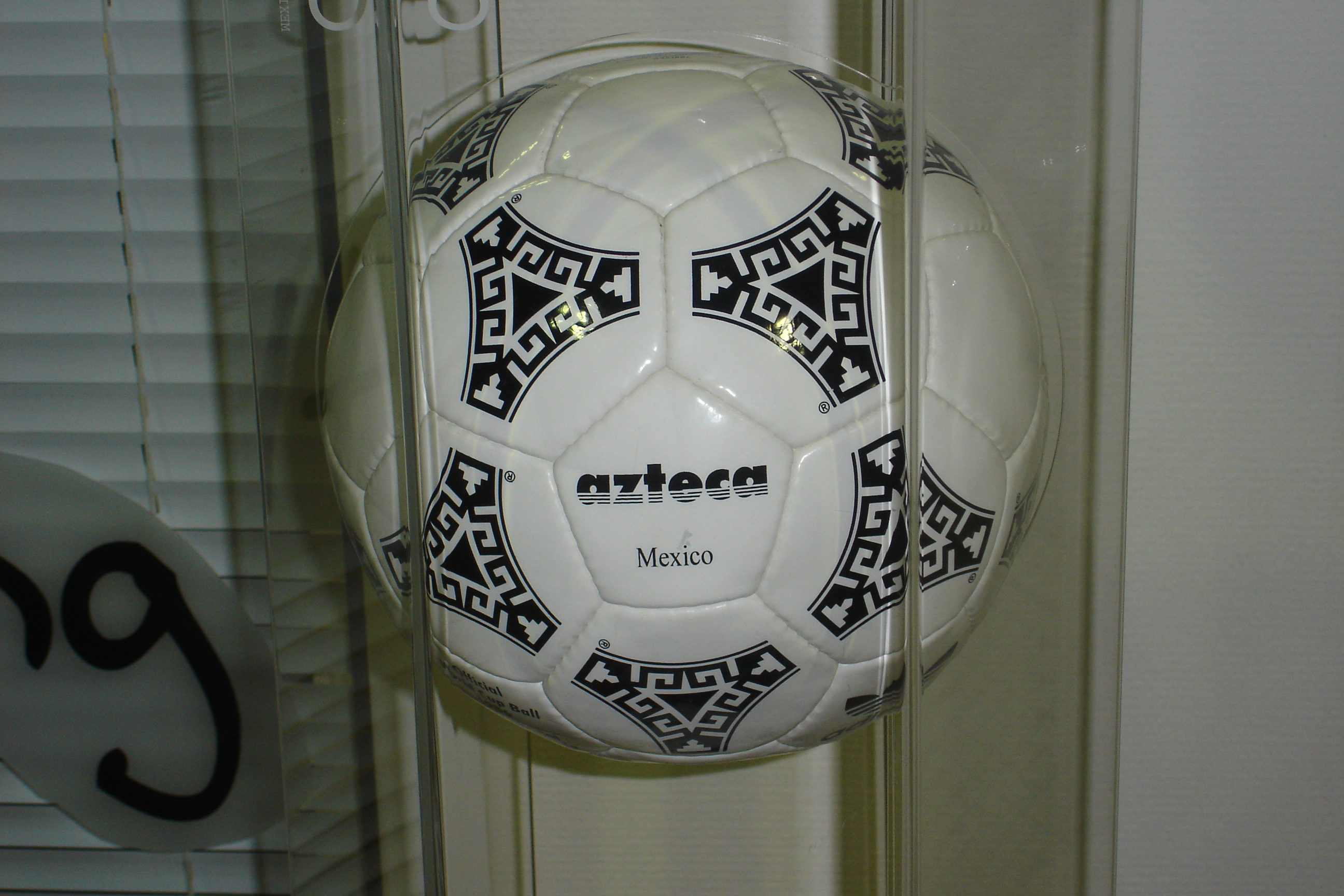
Adidas Azteca

Adidas Azteca – oficjalna piłka Mistrzostw Świata w Piłce Nożnej 1986. Była pierwszą syntetyczną piłką mistrzostw świata. 
Piłka była szyta ręcznie. Składała się z powłoki poliuretanowej oraz trzech głębszych uzupełniających się warstw. Piłka zachowywała swój kształt, była odporna na duże siły, a także miała poprawioną wodoodporność. Zdobienie piłki nawiązywało do ornamentyki Azteków.